# È nata una stella (film 1954)
È nata una stella (A Star is Born) è un film del 1954 diretto da George Cukor. È il secondo film più famoso di Judy Garland dopo Il mago di Oz (1939).
Tale film è il remake di È nata una stella del 1937. Un altro remake è uscito nel 1976 ed un altro ancora nel 2018.

## Trama
Norman Maine, famoso attore cinematografico in declino, viene salvato dalla cantante Ester Blodgett da una figuraccia nel bel mezzo di uno spettacolo. Grato del gesto, l'attore decide di lanciare la promettente cantante fino a portarla al successo, mentre la sua stella piano piano si oscura, e, nonostante i due si sposino e l’amore della donna, la decadenza di Norman porta l'attore a togliersi la vita.

## Distribuzione
Il film ebbe la sua prima assoluta a Los Angeles il 29 settembre 1954; un'altra proiezione ufficiale avvenne a New York l'11 ottobre successivo; venne quindi distribuito nelle sale cinematografiche statunitensi dalla Warner Bros. dal 16 ottobre dello stesso anno.
In Italia venne distribuito al cinema dalla Warner Bros. dal 25 febbraio 1955.

## Curiosità
- È il primo film musicale ed a colori di George Cukor.
- La versione del film uscita in DVD è più lunga di circa 15 minuti rispetto a quella doppiata per le sale cinematografiche; di conseguenza queste nuove scene sono state doppiate per l'occasione, mentre il resto del film contiene il doppiaggio originale d'epoca.

## Riconoscimenti
Il film ha ricevuto sei nomination ai Premi Oscar 1955 (miglior attore protagonista a James Mason, miglior attrice protagonista a Judy Garland, migliore scenografia, migliori costumi, miglior colonna sonora e miglior canzone per The Man that Got Away) e ha vinto due Golden Globe 1955 per il miglior attore di un film commedia o musicale a Mason e la miglior attrice di un film commedia o musicale alla Garland.
Nel 1954 il National Board of Review of Motion Pictures l'ha inserito nella lista dei migliori dieci film dell'anno.
Nel 2000 è stato scelto per la conservazione nel National Film Registry della Biblioteca del Congresso degli Stati Uniti.
Nel 2002 l'American Film Institute lo ha inserito al 43º posto nella lista dei 100 migliori film sentimentali di tutti i tempi.